# Netelia melanopus
Netelia melanopus är en stekelart som först beskrevs av Brulle 1846.  Netelia melanopus ingår i släktet Netelia och familjen brokparasitsteklar. Inga underarter finns listade i Catalogue of Life.